# Engersgau
Der Engersgau war eine mittelalterliche fränkische Gaugrafschaft am Mittelrhein und wurde erstmals 773 im Lorscher Codex erwähnt.

## Lage
Der Engersgau grenzte im Norden an die ripuarischen Landschaften Ahrgau und Auelgau an der Sieg. Vom heutigen Kasbach-Ohlenberg (südlich der Landesgrenze zwischen Nordrhein-Westfalen und Rheinland-Pfalz) aus folgte die Grenze über den Kasbach der Wasserscheide zwischen Sieg und Wied bis Ehrenstein, folgte dann der Wied bis zur Wiedquelle, sprang über Freilingen und Weidenhain zur Gelbachquelle über und folgte diesem Bach bis Giershausen, sprang schließlich zum Daubach und folgte ihm bis zur Mündung in die Lahn bei Balduinstein. Lahn und Rhein umschlossen den Gau nach Süden und Westen.

## Namensherkunft
Der Name des Gaues leitete sich von seinem Hauptort her, der ehemaligen Stadt Engers, seit 1970 Stadtteil von Neuwied. Deren Name wiederum geht wahrscheinlich auf das althochdeutsche Wort Angar zurück, das so viel bedeutet wie „freie Ebene“. Die Vokalalternanzen sind auf die Einwirkungen des Primärumlauts sowie auf die Folgen der Endsilbenabschwächung zurückzuführen: ahd. angar > ahd. anger > mhd. enger. Der Begriff Anger bezeichnet noch im Mittelhochdeutschen eine Dorfwiese in Gemeindebesitz und lässt auf die bäuerliche Grundlage der Ansiedlung Engers schließen.

## Geschichte

Wappen der Grafen von Wied

Wappen der Herren von Isenburg

### Karolingische Zeit (773–906)
Nach der ersten Erwähnung im Jahr 773 wird 857 ein erster Graf namens Ruodger erwähnt, der in einer Urkunde des Trierer Erzbischofs Theutgaud im Pfarrzehntbezirk zu Rengsdorf auftritt. In dieser Urkunde wird auch die Zugehörigkeit des Gaues zum Königreich Ostfranken und später dem Herzogtum Franken deutlich. Ein weiterer Ruodger, vermutlich der Sohn, besaß 880 ebenfalls im Engers- und Einrichgau Herrschaftsrechte, darunter in den Orten Gemmerich und Immendorf. Er wird als Nachfolger im Gaugrafenamt angesehen.

#### Untergaue
- Esterau
- Linzgau

Am 13. Februar 959 wird außerdem erstmals ein Untergau des Engersgaues, die Esterau, erwähnt. Diese Herrschaft mit dem Hauptort Astine (auch Esten oder Asten, heute Holzappel) wurde später von den Konradinern als Lehen an Drutwin I. von Lipporn gegeben, dem vermeintlichen Stammvater der Drutwine und der Laurenburger Grafen, heute als Grafen von Nassau bekannt. Ein weiterer Gau war der 771 erstmals erwähnte Linzgau mit dem Hauptort Linz, der aber seit 778 nicht mehr erwähnt wurde.

### Konradiner (906–1020)
Nach Graf Ruodker herrschte der erste Konradiner Hermann I. von Schwaben im Engersgau, der im Zent Humbach (Montabaur) wichtige Herrschaftsrechte innehatte, die später den Kern der Konradinischen Herrschaft im Engersgau bildeten. Schon 915 wird das Schönfeld (heute in Heimbach-Weis) erwähnt, das später als Grafengericht diente. Ob der Engersgau nach Hermanns Tod eingezogen wurde oder ob sein Schwiegersohn Liudolf bei seinem Sturz 954 ihn verlor, ist unklar. 
Nach Liudolfs Tod am 6. September 957 schenkte Kaiser Otto I. Herzog Hermanns Witwe Reginlind 958 im Bereich der Montabaurer Grundherrschaft den Hof Wirges, den sie später dem Florinstift in Koblenz überließ. Hermanns Enkelin, Liudolfs Tochter Mathilde, Äbtissin von Essen, besaß hier den Hof Eschelbach, den sie dem Erzbischof Ludolf von Trier (994–1008) überließ, und die Grundherrschaft Schöneberg im nördlichen Grenzsaum des Engersgaues, die später an die Bilsteiner gelangte. Zwischen Hermann und dem nächsten Konradiner Heribert wird auch ein Graf Waltbraht erwähnt, dessen Herkunft unklar ist.
Durch Erbschaft gelangte der Engersgau an Heribert, der auch Graf in der Wetterau und im Kinziggau war. Heribert oder sein Sohn Otto erbaute die Burg Hammerstein am Rhein. 1018 ist das gesamte Gebiet des Florinstiftes in Koblenz an das Erzbistum Trier gegangen, darunter die Grundherrschaft Humbach und Anteile an dem Wildbann Spurkenberg. Nach einer Belagerung der Burg Hammerstein im Jahr 1020 verlor Otto nach dem 26. Dezember nicht nur seine Burg Hammerstein, sondern auch seine Grafschaftsrechte im Engersgau. Damit wurde die Konradiner Herrschaft im Engersgau beendet. Bis zu diesem Zeitpunkt herrschten innerhalb des Engersgaues schon mehrere Herren und Grafen, die auf nicht nachvollziehbarer Weise das Gaugrafenamt nacheinander ergriffen.

### Die letzten Grafen (1020–1129)
In Rommersdorf und im Saynbachtal herrschten auch damals schon die Isenburger, die sich noch Herren von Rommersdorf nannten und oft in Urkunden als sogenannte Vize-Grafen im Maifeldgau auftauchen. In dieser früheren Linie der Isenburger tauchen häufig die Namen Reginbold (auch Reinbold oder Rembold) und Gerlach auf, zum Beispiel in der bereits genannten Rengsdorfer Urkunde von 857 und im Jahr 959 in der Humbacher Urkunde. Die Güter um Altenwied, Neuerburg und Schöneberg gelangten Anfang des 11. Jahrhunderts an den Grafen Rugger, den Begründer des Hauses Bilstein und Enkel des Markgrafen Wigger I. von Zeitz. Seine Namensähnlichkeit zu den ersten Grafen des Engersgaues könnten die erheblichen Besitztümer im Engersgau erklären, die genaue Verwandtschaft ist aber unklar. Möglicherweise gelangten die rheinischen Güter mütterlicherseits an Rugger. Wie die späteren Grafen von Wied an die Herrschaft um Rengsdorf und Feldkirchen gelangten ist genauso wie ihre Abstammung unklar.
Nach einem nur wenig erwähnten Grafen Ello oder Hello im Engersgau wird erstmals 1034 ein Graf Wigger Wittechind († nach 1044) erwähnt, Sohn von Rugger I. von Bilstein. Bereits um das Jahr 1025 erbte er die Grafschaft in der Germarmark mit den rheinischen Gütern um Braubach, Linz, Breitbach, Altenwied, Schöneberg und Horhausen. Durch Kunigunde von Bilstein, eine Enkelin von Wigger, kam der gesamte rheinische Besitz um 1098 an die Grafen von Gudensberg, dann 1140 an die Landgrafen von Thüringen, 1215 an die Grafschaft von Sayn und anschließend an Kurköln. 
Nachdem Wigger nach 1044 nicht mehr als Graf im Engersgau erwähnt wird, taucht nur in wenigen Urkunden, unter anderem im Jahr 1034, ein Arnold von Nassau auf, dessen Herkunft nicht vollkommen nachweisbar ist. Mit von Nassau ist wahrscheinlich in diesem Fall der Einrichgau gemeint. Nach der Namensähnlichkeit könnte Arnold von Nassau auch mit Arnold I. von Arnstein gleichgesetzt werden, der zu einer ähnlichen Zeit lebte und Graf im Einrichgau um Nassau war. Arnolds Sohn Arnold II. von Arnstein wurde Nachfolger von Wigger im Engers- und Einrichgau. 
Spätestens 1084 gelangte schließlich der Grafentitel an Metfried, der erstmals in einer Urkunde als „comitatu Meffridi in pago Engeresgowe“ erwähnt wird. Metfried wandelte zwischen 1103 und 1129 den Engersgau mit dem Bau seiner Burg Altwied in eine erbliche Grafschaft mit einem geschlossenen Herrschaftsbereich um und nannte sich von nun an „Meffridus de Widhe“, Graf von Wied. Seine Nachfahren hielten weiterhin das Grafengericht auf dem Schönfeld ab.

### Die Zeit nach dem Engersgau (nach 1129)
Auch nach der Übertragung des Engersgaues auf die Grafschaft Wied ist der Name des Engersgaues noch lange an den Orten um Engers haften geblieben. So werden 1371 Heimbach „in dem Engerskawe“, 1390, 1439 und 1570 das Kirchspiel Heimbach, 1422 Weis und 1567 Reil im „Engersgauwe“ genannt. Im 16. Jahrhundert greift er über die alte Gaugrenze als geografischer Begriff hinaus, als 1538 die Orte im linksrheinischen Teil des Amtes Engers in Anlehnung an die dortigen Ortsnamen Kaltenengers und Sankt Sebastian zur „Bergpflegen im Engers Gauw“ gerechnet werden.

## Grafen im Engersgau
- Ruodger I. († um 880), 857–880 Graf im Engersgau, ist der erste bekannte Graf im Engersgau[9]
- Ruodker II. († um 926), war vermutlich von 880–926 Graf im Engersgau
- Hermann I. von Schwaben († 10. Dezember 949), 926–949 Herzog von Schwaben, vor 926 bis 949 Graf im Engersgau (Konradiner)
- Waltbraht († um 978), 949–978 Graf im Engersgau, vielleicht nur Untergraf von Heribert
- Heribert von der Wetterau (* 925; † 992), aus dem Geschlecht der Konradiner, 949/78 bis 992 Graf im Engersgau (Konradiner)
- sein Sohn Otto von Hammerstein (* um 975; † wohl 5. Juni 1036), 1016 Graf in der Wetterau, vor 1019 bis 1020 Graf im Engersgau (Konradiner)[10]
- Ello oder Hello (* vor 1020; † um 1034), 1020–1034 Graf im Engersgau[11]
- Wigger III. von Bilstein (* um 1005; † nach 1044), 1025 bis 1044 Graf in der Germaramark, 1034–1044 Graf im Engersgau
- sein Neffe Arnold II. von Arnstein (* um 1023, † um 1067), 1044–1067 Graf im Engersgau[12]
- (?) sein Sohn Ludwig I. von Arnstein (* um 1045; † 1084), 1067–1084 Graf im Engersgau, nicht belegbar
- Heinrich II. von Laach (* um 1050; † 23. Oktober 1095 auf Burg Laach), 1067 oder 1084–1095 Graf im Engersgau
- Metfried von Wied (* etwa 1073 † um 1145), um 1100, vielleicht ab 1095–1129 Graf im Engersgau, Erbauer der Burg Altwied

Die Grafen im Engersgau nannten sich ab 1129 Grafen von Wied. Der Engersgau ging zum kleineren Teil in ihrer Grafschaft, zum größeren im rechtsrheinischen Besitz des Kurfürstentums Trier auf.
Siehe auch:
- Liste mittelalterlicher Gaue